# Serie B (hockey in-line)
La Serie B è il campionato di secondo livello del campionato italiano maschile di hockey in-line.

## Albo d'oro
| Edizione        | Classifica                                                      | Classifica              | Classifica |
| Edizione        | Vincitore                                                       | Altre squadre promosse  | Nº squadre |
| --------------- | --------------------------------------------------------------- | ----------------------- | ---------- |
| 1998-1999 (1ª)  | Fortitudo Bologna                                               | Red Devils Varese       |            |
| 1999-2000 (2ª)  | Dragons Gallarate                                               | Asiago Vipers           |            |
| 2000-2001 (3ª)  | Capitals Roma                                                   | Ghosts Padova           |            |
| 2001-2002 (4ª)  | Invicta Modena                                                  | Wild Boys Noto          |            |
| 2002-2003 (5ª)  | Monza Rhegium Reggio Calabria                                   |                         |            |
| 2003-2004 (6ª)  | All Blacks Monza Cittadella Diavoli Vicenza Pattinatori Estensi |                         |            |
| 2004-2005 (7ª)  | Edera Trieste (Girone A) Empoli (Girone B)                      |                         | 20         |
| 2005-2006 (8ª)  | Milano 24 (Girone A) Latina (Girone B)                          |                         | 17         |
| 2006-2007 (9ª)  | Invicta Modena Pirati Civitavecchia                             |                         |            |
| 2007-2008 (10ª) | Asiago Black Ferrara                                            |                         |            |
| 2008-2009 (11ª) | Monleale                                                        |                         |            |
| 2009-2010 (12ª) | Ghosts Padova                                                   | Cittadella              |            |
| 2010-2011 (13ª) | Empoli                                                          | Latina                  |            |
| 2011-2012 (14ª) | Molinese                                                        |                         |            |
| 2012-2013 (15ª) | CUS Verona                                                      | Novi                    |            |
| 2013-2014 (16ª) | Polet Trieste                                                   |                         |            |
| 2014-2015 (17ª) | Libertas Forlì                                                  |                         |            |
| 2015-2016 (18ª) | Ferrara                                                         | Mammuth Roma            |            |
| 2016-2017 (19ª) | Real Torino                                                     | Asiago Newts            |            |
| 2017-2018 (20ª) | CVS Civitavecchia                                               | Old Style Torre Pellice |            |
| 2018-2019 (21ª) | Lepis Piacenza                                                  | Invicta Modena          |            |
| 2019-2020 (22ª) | Edizione annullata                                              | Edizione annullata      | 9          |
| 2020-2021 (23ª) | Edera Trieste                                                   | Tergeste Tigers         | 9          |
| 2021-2022 (24ª) | Tergeste Tigers                                                 | Old Style Torre Pellice | 10         |
| 2022-2023 (25ª) | Fox Legnaro                                                     |                         | 8          |